# ピエト・ヌードワイク
ピエト・ヌードワイク（Piet Noordijk、1932年5月25日 - 2011年10月8日）は、オランダのサクソフォーン奏者。
ヌードワイクは、The Skymasters、The Ramblers、Malandoなどのオーケストラやビッグバンドと共演した。1965年にヴェッセル・イルケン賞を受賞。1978年から1992年の間、ヌードワイクはメトロポール・オーケストラでアルト・サックスを演奏した。1987年にはバード賞を受賞している。 

## ディスコグラフィ

### リーダー・アルバム
- Prototype (1974年、Omega International)
- Prototipo (1974年、Tennessee)
- You Are So Beautiful (1975年、Omega International)
- Sunrise On The Shore (1976年、CNR)
- Finished Product (1977年、Omega International)
- Just When I Needed You Most (1979年、GIP)
- Piet Noordijk Quartet Live (1988年、VARAJAZZ)
- Piet Plays Bird (1997年、RN Discs)
- New Quintet (2000年、Munich)
- Piet Plays Sinatra (2002年、Munich)
- Jubilee Concert (2007年、Jazz 'N Pulz)
- Piet Noordijk, Metropole Orchestra - Swinging with Strings (2009年、Jazz 'N Pulz)
- 『ライヴ・イン・アムテルダム1966』 - Journey (Live In Amsterdam 1966) (2011年、MCN) ※with ミシャ・メンゲルベルク
- 『ベン・ウェブスター・ミーツ・ピエト・ヌードワイク1973』 - Ben Webster Meets Piet Noordijk - Johnny Come Lately (Live In Groningen 1973) (2016年、Nederlands Jazz Archief) ※with ベン・ウェブスター